# 花町物语
《花町物語》（花町物語）是VividColor于2005年8月26日出品的十八禁BL游戏。讲述樱花树下的阴间茶屋中的爱恨情仇。編劇是柳家保名和椎名理生合著，原畫由タカツキノボル負責。相關的週邊產品有廣播劇CD、小說、畫冊等等。VividColor於2009年10月23日推出了續集『花陰 -堕ちた蜜華-』。

## 登場角色
朱璃（聲：綠川光） 故事的主人公
东条巽（聲：森川智之）
榎本朔弥（聲：プログレス）
相马和泉（聲：万栗太郎）
梶山启治（聲：富士爆発）
五十岚馨（聲：沖野靖宏）
各务征士郎（聲：成田劍）
二阶堂将人（聲：檜山修之）

## 外部連結
- （日語）官方網站 （页面存档备份，存于）